# Екваторіальна Гвінея на літніх Олімпійських іграх 2016
Екваторіальна Гвінея на літніх Олімпійських іграх 2016 року була представлена двома спортсменами у легкій атлетиці. Жодної медалі олімпійці Екваторіальної Гвінеї не завоювали.

## Склад збірної
Легка атлетика
1. Бенжамен Ензема
2. Рейну-Флор Окорі

## Результати змагань

### Легка атлетика
Чоловіки
Бігові дисципліни
| Дисципліна        | Спортсмен       | Попередній раунд | Попередній раунд | Півфінали       | Півфінали       | Фінал           | Фінал           |
| Дисципліна        | Спортсмен       | Час              | Місце            | Час             | Місце           | Час             | Місце           |
| ----------------- | --------------- | ---------------- | ---------------- | --------------- | --------------- | --------------- | --------------- |
| біг на 800 метрів | Бенжамен Ензема | 1:52.14          | 8                | припинив участь | припинив участь | припинив участь | припинив участь |

Жінки
Бігові дисципліни
| Дисципліна                    | Спортсменка      | Попередній раунд | Попередній раунд | Півфінали        | Півфінали        | Фінал            | Фінал            |
| Дисципліна                    | Спортсменка      | Час              | Місце            | Час              | Місце            | Час              | Місце            |
| ----------------------------- | ---------------- | ---------------- | ---------------- | ---------------- | ---------------- | ---------------- | ---------------- |
| біг на 100 метрів з бар'єрами | Рейну-Флор Окорі | не стартувала    | не стартувала    | не барала участь | не барала участь | не барала участь | не барала участь |